# Masao Ono
Masao Ono (2. marts 1923 - 11. februar 2001) var en japansk fodboldspiller.

## Japans fodboldlandshold
| Japans landshold | Japans landshold | Japans landshold |
| År               | Kmp              | Mål              |
| ---------------- | ---------------- | ---------------- |
| 1954             | 3                | 0                |
| Total            | 3                | 0                |